# Naco
Pour les articles homonymes, voir Naco (homonymie).
Naco (variante nakos) est le nom donné, dans les pays francophones d'Afrique et les Mascareignes, à un châssis de fenêtre permettant le déplacement de lames de métal ou de verre d'une vingtaine de centimètres de large à la manière des persiennes. Passé dans le langage courant, il provient d'une marque déposée de la société Apimex.
Rendu mobile par un unique loquet en métal que l'on abaisse ou repousse en fonction des circonstances, le système est particulièrement utilisé dans les pays tropicaux qui l'ont adopté pour aérer les pièces.